# Victor Dixen
Œuvres principales
- Série Le Cas Jack Spark (4 vol.)
- Série Animale (2 vol.)
- Série Phobos (5 vol.)
- Série Vampyria (6 vol.)
- Série Agence Perdido (4 vol.)

- Série Phobos (3 vol.)
- Série Vampyria Inquisition (2 vol.)
- Série Les Licorniers (4 vol.)
- Série Rita Perdido

Victor Dixen, né en 1979, est un romancier et scénariste de bande dessinée français. Auteur de  plusieurs séries littéraires pour la jeunesse dont Phobos et Vampyria, il est double lauréat du Grand prix de l'Imaginaire. Ses livres sont traduits dans une douzaine de langues.

## Biographie
Victor Dixen est né d'un père danois et d’une mère française. Il vit, en compagnie de ses parents et de sa sœur, une jeunesse de globe-trotter, avant d'atterrir finalement à Rørvig, au bord de la mer Cattégat, dans le Danemark septentrional. Victor Dixen découvre alors les auteurs scandinaves, dont Hans Christian Andersen et Tove Jansson. Enfant, il connaît une expérience extrême au Tivoli, le parc d'attractions de Copenhague : s’embarquant subrepticement sur les montagnes russes, il effectue le tour complet à quatorze reprises. Sujet à d’étranges insomnies depuis cet incident, il consacre l'essentiel de ses nuits à l'écriture,.
En 2000, Victor Dixen travaille dans le service marketing d'une start-up basée dans le Colorado, dans la ville de Denver. Il commence à écrire des livres destinés aux adolescents et aux adultes à partir de 2009. Écrivain nomade, il a vécu à Paris, Dublin, Singapour et New York en 2016. Il habite aujourd'hui à Washington D.C.
Ses influences sont nombreuses : Anne Rice, Tolkien, Ray Bradbury, Quentin Tarantino. C'est à la lecture du Seigneur des Anneaux qu'il s'est découvert une passion pour la science-fiction. « C'est là qu'est née ma vocation pour l'écriture. J'ai pris conscience qu'il était possible de créer un monde, avec sa géographie, ses peuples, son histoire, sa langue. Un monde encore plus réel que le nôtre. » « À 15 ans, le Cycle des Princes d'Ambre de Roger Zelazny m’a montré qu’on pouvait mélanger différents genres. Pour frissonner, j’ai aussi beaucoup aimé les Chair de poule et la saga L'Épouvanteur. »

## Œuvre

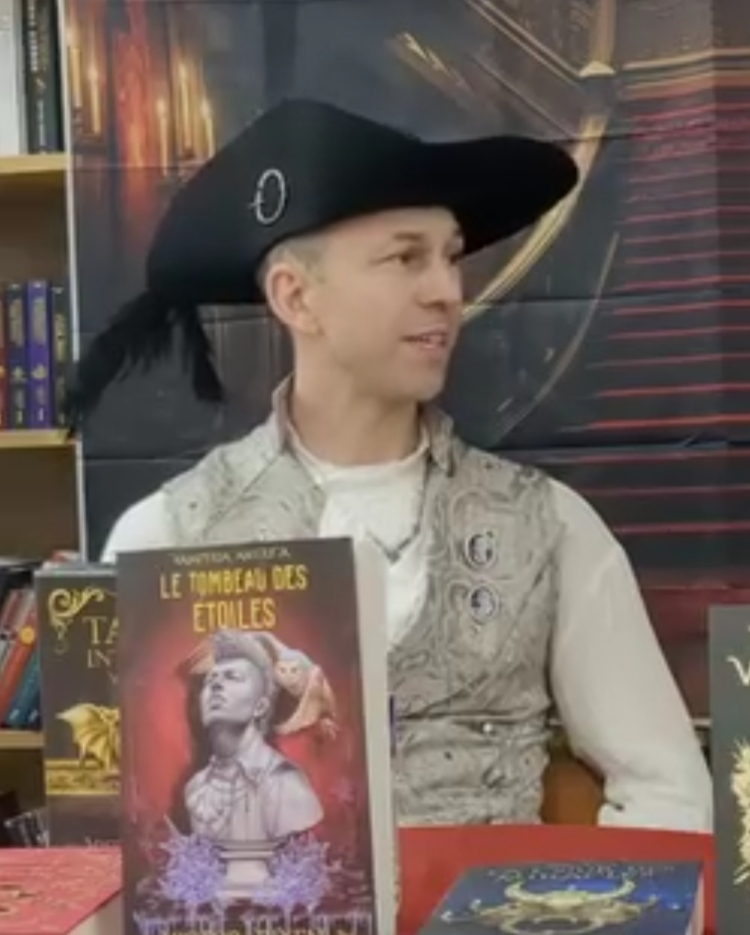
Victor Dixen à la librairie Lo Païs à Draguignan en juin 2024.

Ses quatre premiers romans publiés de 2010 à 2012 chez Jean-Claude Gawsewitch Éditeur constituent la tétralogie Le Cas Jack Spark. Le premier tome remporte le Grand prix de l'Imaginaire, catégorie « jeunesse francophone » en 2010. La série raconte l'histoire d'un adolescent new-yorkais insomniaque qui part se soigner dans une clinique à Redrock, près de Denver.
À travers sa série suivante, Animale, Victor Dixen s'intéresse à  la face cachée des contes. Il revisite Boucle d'or et les trois ours et La Reine des neiges. Le premier tome a gagné le Grand Prix de l'Imaginaire en 2014.
Dans sa série dystopique Phobos (5 volumes publiés de 2015 à 2017 chez Robert Laffont), il imagine l'expédition sur Mars sous forme d'une téléréalité. Le magazine Lire souligne les thématiques abordées : « le pouvoir des médias, l'ambition, la protection de l'environnement. » Phobos est adapté en bande dessinée par Victor Dixen lui-même et le dessinateur brésilien Eduardo Francisco. Pour l'auteur, « cette adaptation semble aller encore plus loin que les romans dans la mise en scène des images, pour montrer leur face lumineuse et leur revers souvent plus sombre. »  La série a été sélectionnée dans les recommandations de lecture d'ArianeGroup, le leader européen des lanceurs spatiaux.
Son diptyque sur l'avenir, publié en 2019 chez Robert Laffont, renvoie au présent d'une manière très concrète. Cogito traite de l'intelligence artificielle, de la robotisation, de l'automatisation de la société, des grands problèmes sociaux et sociétaux que cela soulève. Extincta traite de  l'urgence écologique et de l'effondrement écologique.
Avec sa saga romanesque Vampyria, il aborde l'horreur gothique. Il s'empare de la figure du vampire pour composer une uchronie horrifique et baroque où la France est maintenue dans l’obscurantisme. Au XVIIIe siècle, Louis XIV accomplit un rituel macabre qui le transforme en vampire. Devenant ainsi tout puissant et intemporel, il étend son royaume dans toute l'Europe, créant ainsi la "Magnat Vampyria". L'Europe est alors figée dans le temps. Jeanne, une jeune roturière auvergnate se révolte et veut tuer Louis XIV...
« En imaginant le monde de Vampyria, j'avais une furieuse envie d'aborder à ma manière un genre que j'adore : l'horreur, et plus précisément l’horreur gothique. Ce désir est venu en rencontrer deux autres. D'une part celui de livrer mon interprétation du mythe vampirique, qui m'a fait rêver et frissonner à travers tant de lectures depuis mon adolescence ; et d'autre part, celui d'écrire sur Versailles et le Grand Siècle, une page de l'Histoire qui m'intéresse beaucoup. »
Le spin-off Vampyria Inquisition est une série de bandes dessinées publiée aux éditions Soleil qui suit d'autres personnages. Ce ne sont pas les personnages des romans, ce sont des personnages originaux mais qui évoluent dans le monde de Vampyria. Sur ses différents projets, Victor Dixen prend plaisir à croiser ses personnages des romans et ses personnages des bandes dessinées sur différents supports. « J’adore tout ce qui est intertextuel, tous ces jeux littéraires ».
En 2024, il inaugure une nouvelle série en quatre tomes aux éditions Bayard : Agence Perdido, où il revisite le mythe du croquemitaine.
Il s'exprime en 2016 dans une interview à France Culture, portant sur le succès des romans adolescents : « Beaucoup d'auteurs passent du roman adulte au roman jeune adulte parce qu'ils retrouvent une forme de liberté. Le problème avec la littérature française c'est qu'elle est tellement obsédée par le style qu'elle en oublie l'histoire. Les jeunes ont besoin d'être emportés par une histoire et des personnages dès la première page et jusqu'à la fin d'un livre. »

## Bibliographie

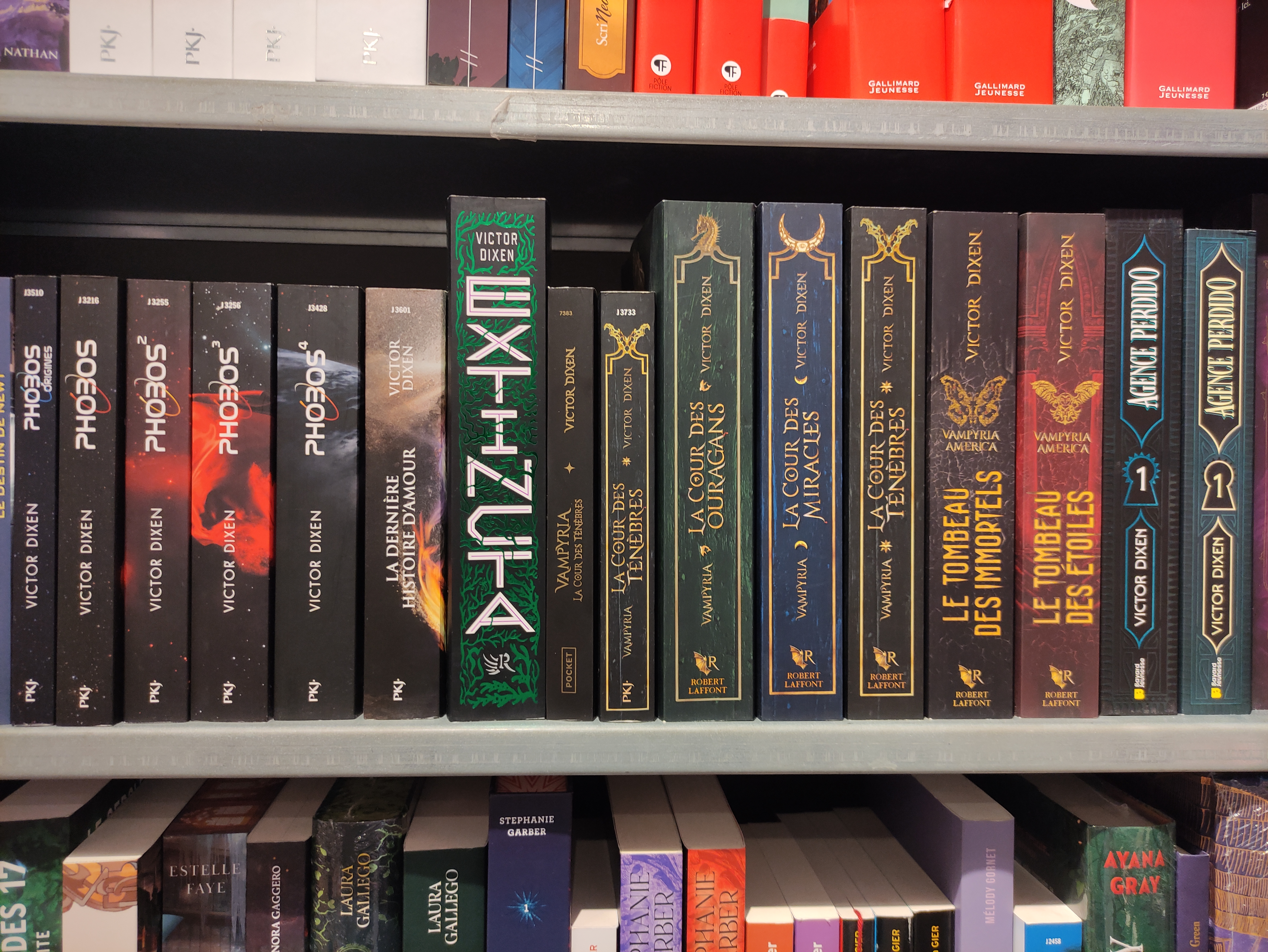
Rayonnage de romans de Victor Dixen

### Séries de romans

#### Le Cas Jack Spark
1. Été mutant (Saison 1). Paris : Jean-Claude Gawsewitch éditeur, 05/2010, 521 p.  (ISBN 978-2-35013-193-1). Ill. de couv. Cali Rezo. Rééd. Paris : Gallimard jeunesse, coll."Pôle fiction" n° 23, 05/2011, 623 p.  (ISBN 978-2-07-064050-8). Ill. de couv. Jonatan Fernström ; éd. hors commerce  (EAN 326-0-05-069731-6)
2. Automne traqué (Saison 2). Paris : Jean-Claude Gawsewitch éditeur, 05/2010, 563 p.  (ISBN 978-2-35013-218-1). Ill. de couv. Tristan Meudic. Rééd. Paris : Gallimard jeunesse, coll. "Pôle fiction" n° 36, 04/2012, 712 p.  (ISBN 978-2-07-064581-7)
3. Hiver nucléaire (Saison 3). Paris : Jean-Claude Gawsewitch éditeur, 02/2011, 656 p.  (ISBN 978-2-35013-256-3) Rééd. Paris : Gallimard jeunesse, coll. "Pôle fiction" n° 72, 01/2015, 818 p.  (ISBN 978-2-07-066336-1)
4. Printemps humain (Saison 4). Paris : Jean-Claude Gawsewitch éditeur, 04/2012, 421 p.  (ISBN 978-2-35013-320-1)

#### Animale
1. La Malédiction de Boucle d'or. Paris : Gallimard jeunesse, 08/2013, 436 p.  (ISBN 978-2-07-064978-5). Ill. de couv. Mélanie Delon. Rééd. Paris : Gallimard jeunesse, coll. "Pôle fiction" n° 81, 08/2015, 524 p.  (ISBN 978-2-07-066853-3). Ill. de couv. Mélanie Delon.
2. La Prophétie de la Reine des neiges. Paris : Gallimard jeunesse, 08/2015, 431 p.  (ISBN 978-2-07-066805-2). Ill. de couv. Mélanie Delon. Rééd. Paris : Gallimard jeunesse, coll. "Pôle fiction" n° 106, 05/2017, 499 p.  (ISBN 978-2-07-508139-9). Ill. de couv. Mélanie Delon.

#### Phobos
1. Phobos : Il est trop tard pour regretter. Paris : Robert Laffont, coll. "R", 06/2015, 432 p.  (ISBN 978-2-221-14663-7). Ill. de couv. Larry Rostant. Rééd. France loisirs, 2016, 428 p.  (ISBN 978-2-298-11193-4) ; Robert Laffont, "Prix découverte", 11/2017.  (ISBN 978-2-221-20336-1) ; Robert Laffont, Édition collector illustrée "Livre de bord", 11/2018, 496 p.  (ISBN 978-2-221-22103-7) ; PKJ n° 3216, 11/2019, 568 p.  (ISBN 978-2-266-29373-0)
2. Phobos² : Il est trop tard pour oublier. Paris : Robert Laffont, coll. "R", 11/2015, 489 p.  (ISBN 978-2-221-14664-4). Ill. de couv. Larry Rostant. Rééd. France loisirs, 2016, 489 p.  (ISBN 978-2-298-11756-1) ; PKJ n° 3255, 10/2020, 642 p.  (ISBN 978-2-266-29631-1)
3. Phobos Origines : Avant qu'il soit trop tard. Paris : Robert Laffont, coll. "R", 06/2016, 299 p.  (ISBN 978-2-221-19320-4). Ill. de couv. Larry Rostant. Rééd. France loisirs, 2017, 301 p.  (ISBN 978-2-298-13058-4) ; PKJ n° 3510, 05/2022, 394 p.  (ISBN 978-2-266-32364-2)
4. Phobos³ : Il est trop tard pour renoncer. Paris : Robert Laffont, coll. "R", 11/2016, 619 p.  (ISBN 978-2-221-19573-4). Ill. de couv. Larry Rostant. Rééd. France loisirs, 2017, 619 p.  (ISBN 978-2-298-13425-4) ; PKJ n° 3256, 05/2021, 829 p.  (ISBN 978-2-266-29632-8)
5. Phobos⁴ : Il est trop tôt pour respirer. Paris : Robert Laffont, coll. "R", 11/2017, 649 p.  (ISBN 978-2-221-20219-7). Ill. de couv. Larry Rostant. Rééd. France loisirs, 2018, 649 p.  (ISBN 978-2-298-14416-1) ; PKJ n° 3428, 10/2021, 852 p.  (ISBN 978-2-266-31476-3)

#### Diptyque sur l'avenir
1. Cogito. Paris : Robert Laffont, 05/2019, 539 p.  (ISBN 978-2-221-24172-1). Ill. de couv. Jim Tierney. Rééd. PKJ n°3536, 09/2022, 666p.  (ISBN 978-2-266-32446-5). Ill. de couv. Jim Tierney.
2. Extincta. Paris : Robert Laffont, 11/2019, 604 p.  (ISBN 978-2-221-24037-3). Ill. de couv. Jim Tierney. Rééd. Paris : Éd. de Noyelles, 2019, 604 p.  (ISBN 978-2-298-15910-3) ; sous le titre La Dernière Histoire d'amour : Extincta, PKJ n° 3601, 04/2023, 790 p.  (ISBN 978-2-266-33058-9). Ill. de couv. Aurélien Police.

#### Vampyria
Série Vampyria (cycle 1 en Europe / cycle de Jeanne)
- 1- La Cour des ténèbres
  - Éd. brochée. Paris : Robert Laffont, coll. "R", 10/2020, 490 p.  (ISBN 978-2-221-25057-0). Ill. de couv. Nekro.
  - Éd. club. Paris : Éd. de Noyelles, 2020, 490 p.  (ISBN 978-2-298-16629-3)
  - Éd. brochée "Prix découverte". Paris : Robert Laffont, coll. "R", 05/2022, 490 p.  (ISBN 978-2-221-26319-8)
  - Éd. reliée et toilée ("Édition limitée Grand Siècle"). Paris : Robert Laffont, coll. "R", 09/2023, 520 p.  (ISBN 978-2-221-27181-0). Avec une nouvelle inédite : La Mort d'un ange ou Comment Alexandre naquit aux ténèbres.
  - Éd. poche jeunesse. Paris : PKJ n° J3733, 04/2024, 566 p.  (ISBN 978-2-266-33957-5)
  - Éd. poche adulte. Paris : Pocket, coll. "Science-fiction Fantasy" n° 7383, 04/2024, 474 p.  (ISBN 978-2-266-34470-8)

- 2- La Cour des miracles
  - Éd. brochée. Paris : Robert Laffont, coll. "R", 06/2021, 511 p.  (ISBN 978-2-221-25068-6). Ill. de couv. Nekro.
  - Éd. reliée et toilée ("Édition limitée Grand Siècle"). Paris : Robert Laffont, coll. "R", 10/2023, 542 p.  (ISBN 978-2-221-27192-6). Avec une nouvelle inédite : Un moulin rouge sang ou Comment le cœur d'Alexandre le perdit et le sauva.
  - Éd. poche jeunesse. Paris : PKJ n° J3733, 04/2025, 600 p.  (ISBN 978-2-266-35019-8)
  - Éd. poche adulte. Paris : Pocket, coll. "Science-fiction Fantasy" n° 7384, 04/2025, 512 p.  (ISBN 978-2-266-34471-5)

- 3- La Cour des ouragans
  - Éd. brochée. Paris : Robert Laffont, coll. "R", 05/2022, 583 p.  (ISBN 978-2-221-25069-3)
  - Éd. reliée et toilée ("Édition limitée Grand Siècle"). Paris : Robert Laffont, coll. "R", 11/2023, 613 p.  (ISBN 978-2-221-27193-3)
  - Éd. poche jeunesse. Paris : PKJ, 05/2025, 792 p.  (ISBN 978-2-266-35197-3)
  - Éd. poche adulte. Paris : Pocket, coll. "Science-fiction Fantasy", 05/2025, 656 p.  (ISBN 978-2-266-34472-2)

- 4- Le Requiem des souvenirs
  - Éd. brochée. Paris : Robert Laffont, coll. "R", 05/2025.  (ISBN 978-2-221-26842-1)
  - Éd. reliée et toilée ("Édition limitée Grand Siècle"). Paris : Robert Laffont, coll. "R", 05/2025.  (ISBN 978-2-221-28216-8). Avec une nouvelle inédite : À l'est, rien de nouveau ou Comment Alexandre rencontra Dracula.

Série Vampyria America (cycle 2 aux Amériques / cycle des Desperados)
- 1- Le Tombeau des immortels / ill. Colin Verdi.
  - Éd. brochée. Paris : Robert Laffont, coll."R", 06/2023, 571 p.  (ISBN 978-2-221-26840-7)
  - Éd. reliée et toilée ("Édition limitée Grand Siècle"). Paris : Robert Laffont, coll."R", 06/2023, 603 p.  (ISBN 978-2-221-27001-1). Avec une nouvelle inédite : La Fille qui ne dort jamais ou Comment Alexandre fut exclu du Necropolis Palace pour l'éternité.
- 2- Le Tombeau des étoiles / ill. de couv. Colin Verdi, ill. intérieures Victoria Émile.
  - Éd. brochée. Paris : Robert Laffont, coll."R", 05/2024, 528 p.  (ISBN 978-2-221-26841-4)
  - Éd. reliée et toilée ("Édition limitée Grand Siècle"). Paris : Robert Laffont, coll."R", 05/2024, 542 p.  (ISBN 978-2-221-27625-9). Avec une nouvelle inédite : La Mortebête du Gévaudan ou Comment Alexandre retrouva le goût de vivre.
  - Coffre bronze. Paris : Robert Laffont, coll."R", 06/2024, 528 p.  (ISBN 978-2-221-27780-5). Livre broché avec un marque-page métallique, un sticker dédicacé.
  - Coffre argent. Paris : Robert Laffont, coll."R", 06/2024, 542 p.  (ISBN 978-2-221-27781-2). Livre broché avec un marque-page métallique, un tampon ex-libris, un encreur, un sticker dédicacé, un sac en tissu.
  - Coffre or. Paris : Robert Laffont, coll."R", 06/2024, 542 p.  (ISBN 978-2-221-27782-9). Livre relié avec un marque-page métallique, un tampon ex-libris, un encreur, un éventail baroque, un sticker dédicacé, un sac en tissu.

Les Ténébreuses et Épatantes Tribulations d'Alexandre de Mortange (nouvelles)
Nouvelles publiées en bonus des éditions Grand Siècle de la saga, sous le titre commun : Les Ténébreuses et Épatantes Tribulations d'Alexandre de Mortange / par Alexandre de Mortange, Vicomte de Clermont.
- Livre I : La Mort d'un ange ou Comment Alexandre naquit aux Ténèbres.
- Livre II : Un moulin rouge sang ou Comment le cœur d'Alexandre le perdit et le sauva.
- Livre IV : La Fille qui ne dort jamais ou Comment Alexandre fut exclu du Necropolis Palace pour l'éternité.
- Livre V : La Mortebête du Gévaudan ou Comment Alexandre retrouva le goût de vivre.
- Livre VI ; À l'est, rien de nouveau ou Comment Alexandre rencontra Dracula.

#### Agence Perdido
- 1- Les Derniers Retrouveurs / ill. Noëmie Chevalier.
  - Extrait (chapitre 1) dans Je Bouquine n° 487, 09/2024, p. 55-59. Tiré à part.  (EAN 9791036378294)
  - Éd. brochée. Montrouge : Bayard jeunesse, 10/2024, 466 p.  (ISBN 979-10-363-6521-8)
  - Éd. reliée. Montrouge : Bayard jeunesse, 10/2024, 466 p.  (ISBN 979-10-363-7469-2)
- 2- Le Musée effacé / ill. Noëmie Chevalier.
  - Éd. brochée. Montrouge : Bayard jeunesse, 09/2025, 576 p.  (ISBN 979-10-363-8526-1)
  - Éd. reliée. Montrouge : Bayard jeunesse, 09/2025, 576 p.  (ISBN 979-10-363-6522-5)

### Nouvelles
- Versailles Académie / ill. Alban Marilleau, dans Je Bouquine n° 327, 05/2011, p. 3-41. Rééd. dans Voyage dans l'histoire, Bayard jeunesse, coll. "Les Trésors de Je Bouquine" n° 8, automne 2016.
- La Créature / photomontage Dorian Danielsen, dans Je Bouquine n° 361, 03/2014, p. 7-45. Rééd. dans Spécial Sueurs froides, Bayard jeunesse, coll. "Les Trésors de Je Bouquine" n° 9, été 2017, p. 93-132 ; dans 3 romans 100% fantastiques, Bayard jeunesse, coll. "Les Trésors de Je Bouquine" n° 20, automne 2022, p. 11-50.
- Tambours dans la nuit (novella, prélude à Animale). Bréchamps : Griffe d'Encre, coll. "Novella", 05/2014, 79 p.  (ISBN 979-10-92349-04-7). Ill. de couv. Jean-Charles Langlois.
- La Fille aux pieds de corne, dans Mon cheval, mon espoir. Paris : Rageot, 09/2015, 160 p.  (ISBN 978-2-7002-5089-3)
- RÊVolution / ill. Pierre Van Hove, dans Je Bouquine n° 388, 06/2016, p. 29-43. Rééd. dans Les Utop' jeunesse 2019 / textes réunis par Jeanne-A Debats. Chambéry : ActuSF, coll. "Les Trois Souhaits", 11/2019, p. 69-97.  (ISBN 978-2-36629-484-2) ; Chambéry : ActuSF, coll. "Club de la nouvelle", 10/2022.  (ISBN 978-2-37686-555-1) (Édition en numérique)
- La Source, dans Destinations : anthologie des Imaginales 2017 / textes réunis par Stéphanie Nicot. Saint-Laurent d'Oingt : Mnémos, 06/2017, p. 60-70.  (ISBN 978-2-35408-576-6)
- Jour de gloire, dans Anthologie du monstre / anthologie composée par Stéphanie Nicot & Alain Grousset. Paris : Le Livre de Poche jeunesse, 10/2017, p. 197-218.  (ISBN 978-2-01-701007-4)
- Le Réveil de la Belle au bois dormant / ill. Grégory Elbaz, dans Je Bouquine n° 416, 10/2018, p. 35-52.
- La Voix des dieux / ill. Hamo, dans Je bouquine n° 427, 09/2019, p. 32-50. Rééd. dans 3 romans musicaux, Bayard jeunesse, coll. "Les Trésors de Je Bouquine" n° 24, 11-12/2024 - 01/2025, p. 69-93.
- Aux confins, dans Des mots par la fenêtre : les écrivains se mobilisent pour les hôpitaux. Paris : Pocket n° 18118, 07/2020.  (ISBN 978-2-266-31355-1)
- Planète vierge / ill. Joël Corcia, dans Je Bouquine n° 447, 05/2021, p. 35-52.
- Cent-Jours sans lui, dans Et si Napoléon... : treize récits d'uchronies napoléoniennes / anthologie dirigée par Stéphanie Nicot. Saint-Laurent d'Oingt : Mnémos, 06/2021, 250 p.  (ISBN 978-2-35408-907-8)
- Nouvelle Aurore / ill. Agathe Leroux, dans Je Bouquine n° 471, 05/2023, p. 35-52.

### Cadavres exquis
- Un été à la folie (roman collectif), dans Je Bouquine n° 365, 07/2014, p. 7-17.
- Si on chantait ! (roman collectif). Paris : PKJ, 02/2020, 228 p.  (ISBN 978-2-266-29420-1)
- Prunille présidente (roman collectif). Paris : PKJ, 02/20222, 233 p.  (ISBN 978-2-266-32333-8)

### Bandes dessinées
Phobos (3 volumes)
1. L'Envol des éphémères / scénario Victor Dixen ; dessin Eduardo Francisco. Grenoble : Glénat, 06/2021, 80 p.  (ISBN 978-2-344-04286-1). Extrait en avant-première dans Je Bouquine n° 447, 05/2021.
2. La Règle du jeu / scénario Victor Dixen ; dessin Eduardo Francisco. Grenoble : Glénat, 09/2022, 80 p.  (ISBN 978-2-344-04287-8)
3. Le Pacte des apparences / scénario Victor Dixen ; dessin Maria Francesca Perifano. Grenoble : Glénat, 01/2024, 64 p.  (ISBN 978-2-344-05760-5)

Vampyria Inquisition (cycle de Sylvère, 2 volumes)
Scénario Victor Dixen ; dessin Eder Messias ; couleurs Giulia Priori.
- 1- L'Inquisiteur et son ombre
  - Prépublication en 4 épisodes, dans L'immanquable : la bande dessinée en avant-première. 1- N° 139 (08/2022 + interview) ; 2- N° 140 (09/2022 + couverture) ; 3- N° 141 (10/2022) ; 4- N° 142 (11/2022).
  - Toulon : Soleil, coll. "Fantastique", 10/2022, 56 p.  (ISBN 978-2-302-09538-0)
- 2- Les Vendanges pourpres
  - Toulon : Soleil, coll. "Fantastique", 12/2023, 70 p.  (ISBN 978-2-302-09927-2)

Les Licorniers (4 volumes)
Scénario Victor Dixen ; dessin Gloria Marino.
1. Graine-de-Folie. Grenoble : Vents d'ouest, 08/2024, 48 p.  (ISBN 978-2-7493-1009-1)
2. Cœur-Flambant. Grenoble : Vents d'ouest, 08/2025, 48 p.  (ISBN 978-2-7493-1032-9)

Rita Perdido (1 volume)
Scénario Victor Dixen ; dessin French Carlomagno. La série BD se focalise sur l'adolescence de Rita Perdido, la mentor de Lucy dans les romans Agence Perdido.
- 1- La Clé des champs :
  - Prépublication en 10 épisodes dans Okapi : 1- N° 1217 (1er mars 2025) ; 2- N° 1218 (15 mars 2025) ; 3- N° 1219 (1er avril 2025) ; 4- N° 1220 (15 avril 2025) ; 5- N° 1221 (1er mai 2025) ; 6- N° 1222 (15 mai 2025) ; 7- N° 1223 (1er juin 2025) ; 8- N° 1224 (15 juin 2025) ; 9 - N° 1225 (juillet 2025) ; 10- N° 1226 (août 2025).
  - Montrouge : Bayard jeunesse, coll. "Bande d'ados", 09/2025, 64 p.  (ISBN 979-10-363-6525-6)

### Livres lus
- Phobos (tome 1) : Il est trop tard pour regretter / lu par Maud Rudigoz. Audible Studios, 07/2016. Durée : 11h29.
- Phobos (tome 2) : Il est trop tard pour oublier / lu par Maud Rudigoz. Audible Studios, 08/2016. Durée : 12h36.
- Phobos Origines / lu par Maud Rudigoz. Audible Studios, 09/2016. Durée : 7h30.
- Phobos (tome 3) : Il est trop tard pour renoncer / lu par Maud Rudigoz. Audible Studios, 12/2016. Durée : 17h09.
- Phobos (tome 4) : Il est trop tôt pour respirer / lu par Maud Rudigoz. Audible Studios, 12/2017. Durée : 17h24.
- Extincta / lu par Matthieu Dahan. Audible Studios, 07/2020. Durée : 16h39.
- Cogito / lu par Ariane Brousse. Audible Studios, 08/2020. Durée : 13h03.
- Vampyria - Livre 1 : La Cour des ténèbres / lu par Marie du Bled. Lizzie, 06/2021. Durée : 10h45.  (ISBN 9791036615849). Bonus : La Gigue sans repos (musique).
- Vampyria - Livre 2 : La Cour des miracles / lu par Marie du Bled. Lizzie, 09/2021. Durée : 11h47.  (ISBN 9791036617690). Bonus : entretien exclusif avec l'auteur.
- Vampyria - Livre 3 : La Cour des ouragans / lu par Marie du Bled. Lizzie, 06/2022. Durée : 15h44.  (ISBN 9791036622434). Bonus : La Sonate perdue des ouragans (musique).
- Vampyria America - Livre 1 : Le Tombeau des immortels / lu par Marie du Bled, Maxime Van Santfoort, Aaricia Dubois. Lizzie, 06/2023. Durée : 13h28.  (ISBN 9791036626357). Bonus : La Romanza des Desperados (musique).
- Vampyria America - Livre 2 : Le Tombeau des immortels / lu par Marie du Bled, Maxime Van Santfoort, Aaricia Dubois. Lizzie, 05/2024. Durée : 12h45.  (ISBN 9791036636066). Bonus : La Ballade des Desperados (musique).
- Agence Perdido (tome 1) : Les Derniers Retrouveurs / lu par Hélie-Rose Dalmay, Marc Mueller. Bayard jeunesse, 10/2024. Durée : 10h13.
- Vampyria - Livre 4 : Le Requiem des souvenirs / lu par Marie du Bled. Lizzie, 05/2025. Durée : 16h12. Bonus : Le Requiem des souvenirs (musique).
- Agence Perdido (tome 2) : Le Musée effacé / lu par Hélie-Rose Dalmay, Marc Mueller. Bayard jeunesse, 09/2025. Durée : 10h.

### Traductions en langues étrangères et éditeurs étrangers
- En allemand : Penguin/Blanvalet, Splitter Verlag
- En anglais : Hot Key Books
- En anglais (américain) : Amazon Crossing
- En espagnol : Penguin/Roca Infantil, Monogatari Novels
- En finnois : Octava
- En italien : Salani Editore
- En néerlandais : Dutch Venture Publishing, Uitgeverij Q, Luitingh Sijhtoff, Dark Dragon Books
- En polonais : Wydawnictwo Otwarte (Moondrive)
- En portugais brésilien : L&PM Editores
- En russe : Eksmo
- En serbe : Pulsar/Drina Publishing
- En tchèque : Dobrovský s.r.o[15].

### Jeux et objets en rapport avec les œuvres de Victor Dixen

#### Jeux
- Le Tarot Interdit / Victor Dixen, Emmanuelle Iger ; illustrations Nicolas Jamonneau. Paris : Éditions 404, 10/2021. 86 cartes, 1 livret (64 p.)  (ISBN 979-10-324-0501-7) Le Tarot a été retiré du marché pour des erreurs d'impression et a été réédité en 2022
- Le Tarot Interdit (nouvelle édition) / Victor Dixen, Emmanuelle Iger ; illustrations Nicolas Jamonneau. Paris : Éditions 404, 05/2022. 86 cartes, 1 livret (93 p.)  (ISBN 979-10-324-0594-9)
- Vampyria Courtisans : Le jeu de société / Victor Dixen, L'équipe Ludique ; illustrations Nicolas Jamonneau, Olivier Derouetteau. Paris : Éditions 404, 10/2023.  (ISBN 979-10-324-0715-8) Jeu pour 3 à 6 joueurs. Les parties durent 30 minutes environ. Matériel : 1 plateau de jeu, 5 plateaux Aspirants, 1 livret de règles, 60 cartes Action, 6 cartes Rôle caché, 1 dé, 5 cubes de Force, 30 pions joueurs, 1 pion Roy.

#### Objets collectors
- Pendule Agence Perdido (Bayard jeunesse, 2024).  (ISBN 9791036377778)

## Prix littéraires et distinctions
- 2010 : Grand prix de l'Imaginaire - catégorie "Roman francophone pour la jeunesse" décerné lors du festival Étonnants voyageurs de Saint-Malo, pour Été mutant (Le Cas Jack Spark n° 1).
- 2014 : Grand prix de l'Imaginaire - catégorie "Roman francophone pour la jeunesse" décerné lors du festival Étonnants voyageurs de Saint-Malo, pour La Malédiction de Boucle d'or (Animale n° 1)
- 2016 : Prix Imaginales des collégiens décerné lors du festival Les Imaginales d'Épinal, pour Phobos.
- 2016 : Prix Chimères, catégorie des 15-18 ans décerné par la librairie L'Ange bleu de Périgny, pour Phobos.
- 2016 : Prix du roman jeunesse 24 heures décerné lors du Livre sur les Quais à Morges (Suisse), pour La Prophétie de la Reine des neiges (Animale n° 2)[16]
- 2019 : Prix Young Adult La Provence décerné par l’association "Parlez-moi d'un livre" lors du Festival du livre de Marseille, pour Cogito.
- 2019 : Prix des Lecteurs R Canada organisé par les éditions Robert Laffont Canada (collection "R"), pour Cogito.
- 2020 : Prix Imaginales des lycéens décerné lors du festival Les Imaginales d'Épinal, pour Cogito[17].
- 2025 : Prix des Bouquineurs en Seine, organisé par Libraires en Seine, pour Agence Perdido[18]
- 2025 : Prix Babelio.com jeunesse pour Agence Perdido[19].